# Stazione di Brescia Borgo San Giovanni
Stazione di Brescia Borgo San Giovanni vasútállomás Olaszországban, Lombardia régióban, Brescia településen.

## Vasútvonalak
Az állomást az alábbi vasútvonalak érintik:
- Brescia–Iseo–Edolo-vasútvonal

## Kapcsolódó állomások
A vasútállomáshoz az alábbi állomások vannak a legközelebb:
- Stazione di Brescia (Brescia–Iseo–Edolo-vasútvonal, délkelet)
- Brescia Violino railway halt (2023. december 10. – , Brescia–Iseo–Edolo-vasútvonal, nyugat)